# Hexatoma (Eriocera) mariposa
Hexatoma (Eriocera) mariposa is een tweevleugelige uit de familie steltmuggen (Limoniidae). De soort komt voor in het Nearctisch gebied.